# Akademischer Eishockey-Club Zürich
L'Akademischer Eishockey-Club Zürich (abbreviato Akademischer EHC Zürich o AECZ) è una squadra di hockey su ghiaccio svizzera. Fu fondata nel 1908 da studenti del politecnico federale di Zurigo con sede a Zurigo.

## Cronologia
- 1908-1910: ?
- 1910-1913: 1º livello
- 1913-1915: ?
- 1915-1917: 1º livello
- 1917-1919: ?
- 1919-1922: 1º livello
- 1922-1924: ?
- 1924-1926: 1º livello
- 1926-1929: ?
- 1929-1934: 1º livello
- 1934-1935: ?
- 1935-1937: 1º livello

## Palmarès
Campionato Internazionale: 1
1915-16
 Campionato Internazionale: 2 terzi posti
1910-11, 1912-13
 Campionato Nazionale: 2 secondi posti
1919-20, 1920-21